# Killian Peier
Killian Peier, född 28 mars 1995 i La Sarraz, Vaud är en schweizisk backhoppare. Han tog brons i stor backe i världsmästerskapen i backhoppning 2019 i Seefeld/Innsbruck.